# Tatort: Die Zeit ist gekommen
Die Zeit ist gekommen ist ein Fernsehfilm aus der Krimireihe Tatort. Der vom MDR produzierte Beitrag wurde am 5. April 2020 im Ersten ausgestrahlt. In dieser 1127. Tatort-Folge ermitteln die Dresdner Ermittler in ihrem neunten Fall.

## Handlung
Die jungen Eltern Anna und Louis Bürger wollen ihr Leben besser in den Griff bekommen. Louis war wegen eines Raubs drei Jahre im Gefängnis. Als ihr Wohnungsnachbar, der Verkehrspolizist Jan Landrock, vor dem Haus erschlagen aufgefunden wird, ermitteln die Dresdener Kommissarinnen Karin Gorniak und Leonie Winkler. Die Tatwaffe ist anscheinend der Baseballschläger von Tim, dem 12-jährigen Sohn von Anna und Louis. Darauf befinden sich Fingerabdrücke von Louis. Die Kommissarinnen nehmen ihn fest und befragen ihn. Louis beteuert, er habe nichts mit dem Mord zu tun.
Anna befreit Louis aus der Untersuchungshaft, als er im Krankenhaus wegen einer selbst zugefügten Verletzung behandelt wird. Als sie Tim aus einem Kinderheim abholen wollen, umstellt die Polizei das Haus. Die beiden nehmen die Leiterin und einen Jugendlichen als Geiseln.
Die Polizei findet in Annas E-Mail ein Video, das Jan Landrock von Annas Schwägerin Lilly Schanski erhalten hatte. Es zeigt, wie Louis einen gestohlenen Roller verkauft. Da dieser nur auf Bewährung auf freiem Fuß ist, müsste er bei einer Anzeige wieder ins Gefängnis. Die Polizei holt Holger und Lilly Schanski zum Ort der Geiselnahme. Kriminalhauptkommissar Schnabel befragt Lilly und Holger zu dem Video.
Kommissarin Winkler versucht, zwei weitere Mädchen, die sich in dem Haus befinden, zu retten. Sie trifft dabei auf Anna und Louis. Die beiden können zusammen mit Tim durch einen Versorgungstunnel entkommen.
Im Verhör durch Schnabel gibt Holger Schanski zu, dass Landrock sich im Streit mit ihm bei einem Sturz das Genick gebrochen hat. Holger und Lilly haben dem Toten später mit dem Baseballschläger auf den Schädel geschlagen, um einen Raubmord durch Louis vorzutäuschen. Lilly wollte nämlich, dass Tim wieder als Pflegesohn bei ihnen lebt.
Die Polizei stellt Louis und Anna zusammen mit Tim auf dem Weg zur tschechischen Grenze.
Gorniak kann Louis davon abbringen, Suizid zu begehen: Tim braucht ihn als Vater, selbst wenn er wieder ins Gefängnis muss.

## Hintergrund
Der Film wurde vom 16. Juli bis zum 14. August 2019 unter anderem am Elberadweg in Dresden, einem Plattenbau in der Herzberger Straße in Prohlis, an der Waldschlößchenbrücke, an einer Tankstelle in Großenhain-Zschauitz und in einem ehemaligen Kinderheim in Moritzburg gedreht.

## Rezeption
Die Erstausstrahlung von Die Zeit ist gekommen am 5. April 2020 wurde in Deutschland von 9,57 Millionen Zuschauern gesehen und erreichte einen Marktanteil von 25,7 % für Das Erste.
Die Fernsehkritik nahm die Folge nur sehr verhalten auf. So urteilte zwar Rainer Tittelbach sehr wohlwollend, nannte die Inszenierung Stephan Lacants „kongenial“ und Katia Fellin eine „Entdeckung“. Doch titelte beispielsweise die Siegener Zeitung „Ermittlerteam ohne Schwung“, empfand ein „Gegenbeispiel“ für Spannung und die Geschichte trotz vieler Möglichkeiten verpufft „zu einem steifen Spielfilm“; allerdings hob auch sie Katia Fellin, neben Max Riemelt, als Darsteller heraus.
Theresa Hein haderte für die Süddeutsche Zeitung wie andere mit dem Drehbuch und identifizierte etwas ironisch, „als hätte man verzweifelt etwas gesucht, das die Charaktere eint, (als) Star in diesem Tatort: (den) Schweiß. […] Am Ende“, schloss sie, „fragt man sich ein wenig, wofür denn nun die Zeit eigentlich gekommen ist.“ Und die Stuttgarter Zeitung betitelte Michael Setzers Artikel zwar mit „Starke Teamleistung“, doch vergab auch er für die Drehbuchlogik nur eine „Note 3“.
Schließlich vergab Christian Buß im Spiegel nur „4 von 10 Punkten“ und resümierte ganz ähnlich wie Hein: „Wir sind am Ende ein wenig erschöpft von diesem Krimi. An den Schauspielern liegt es nicht. Sie geben ihr Bestes, schwitzen Blut und Wasser – und sind doch dazu verdammt, in dem labyrinthischen Plot aneinander vorbeizulärmen.“